# Isabel (Leyte)
Isabel é um município de  primeira classe de renda municipal (d) na província Leyte, nas Filipinas. De acordo com o censo de 1 de maio  de  2020 possui uma população de 46 781 pessoas e 11 758 domicílios.